# Райко Пелагея Андріївна
Поліна Андріївна Райко (до шлюбу Солдатова; 15 травня 1928 (насправді — у квітні), Цюрупинськ, Херсонська область, Українська РСР, СРСР - 15 січня 2004, Цюрупинськ, Херсонська область, Україна) — українська художниця-самоучка в жанрі наївного мистецтва.

## Життєпис
Народилася 15 травня 1928 року (насправді — у квітні того ж року) в Цюрупинську на Херсонщині.
У 22 роки одружилася з Миколою Олексійовичем Райком. Сім'я існувала головним чином за рахунок власного городу, зрідка підробляючи на сезонних роботах у колгоспі або по найму.
1951 — народила доньку Олену.
1953 — народила сина Сергія.
1954 — на новій ділянці біля річки сім'я побудувала будинок.
1994 — в автокатастрофі загинула донька Олена, залишивши чоловіку двох синів — онуків Поліни Андріївни.
1995 — помер чоловік Микола Райко.
1997 — син Сергій потрапив до виправної колонії.
1998 — на стінах будинку Поліна Райко створила перші композиції.
2000 — син Сергій повернуся з тюрми.
2002 — син помер від цирозу печінки.
15 січня 2004 — Поліни Райко не стало.

## Творчість
Не маючи художньої освіти, у 69-річному віці Поліна Райко почала малювати. Образна система мисткині поєднувала християнську, радянську та язичницьку символіки. Розписала власний будинок, літню кухню, хвіртки, паркани і гаражні ворота, використовуючи найпростіші та найдешевші фарби — емаль ПФ, де відтворила власну біографію, свою родину, домашніх тварин, картини природи. На фарби і пензлі витрачала майже всю мізерну пенсію.
2005 — був випущений каталог робіт Поліни Райко «Дорога до Раю».
Після смерті художниці її хату придбало подружжя шанувальників мистецтва з Канади, завдяки яким хата збереглася донині. На їх прохання хату доглядають місцеві жінки. Але через плин часу почали тріскатися стіни, лущитися фарба. Був створений благодійний фонд імені Поліни Райко, що збирав кошти на популяризацію її творчості. Однак питання збереження оригінальних розписів хати лишається відкритим. 2013 року Національний центр народної культури «Музей Івана Гончара» організував експедицію на Херсонщину до хати Поліни Райко і заявив про готовність взяти її під свою опіку.
Будинок Поліни Райко охороняється Законом України «Про охорону культурної спадщини». Цінність її творчості підтверджена багатьма як українськими, так і іноземними експертами. Творчість народної художниці ставлять в один ряд з мистецтвом Марії Примаченко та Катерини Білокур.

## Знищення спадщини
Будинок Поліни Райко перебував під загрозою підтоплення через підрив Каховської ГЕС у ніч на 6 червня 2023 року, який скоїли російські окупанти. Вже наступного дня Семен Храмцов, представник благодійного фонду імені Поліни Райко, повідомив, що будинок знаходиться під водою. 16 червня 2023 року він оприлюднив фотографії та відео поруйнованого музею. За його словами, в будинку збереглося близько третини робіт Райко, а внутрішні стіни обвалилися.

## Вшанування пам'яті

### Фільми
В 2006 році, на замовлення Міністерства культури та туризму України, про унікальну художницю-примітивістку самоучку Поліну Райко було знято документальний фільм «Рай» (виробництво студії «Кінематографіст», режисерка — Надія Кошман).

### Виставки
10 липня 2023 року в Українському Домі (м. Київ) відкрито виставку, присвячену пам’яті художниці Поліни Райко. Експозиція включала архівні фото, відеоінсталяцію, стрічки про мисткиню та плакати від провідних українських ілюстраторів.